# Schwabbach (Brettach)
Der Schwabbach ist ein mit seinem Hauptoberlauf Brühlbächle zusammen knapp 5 km langer, ungefähr ostsüdostwärts laufender Bach im Gemeindegebiet von Bretzfeld im Hohenlohekreis im nördlichen Baden-Württemberg, der im namengebenden Hauptort der Gemeinde von links in den Mittellauf der zum Kocher strebenden Brettach mündet.

## Name
Der Name wird als Ortsname 1037 als Suabbach erstmals erwähnt. Der Name leitet sich wahrscheinlich vom germanischen *swabb- „(Wasser) hin- und herschlagen, wogen, schwappen“ ab.

## Geographie
Der Schwabbach entsteht am nordwestlichen Ortsrand des gleichnamigen Dorfes Schwabbach aus dem Zusammenfluss des rechten Brühlbächles, das wegen seines größeren Teileinzugsgebietes zum Hauptstrang zählt, und des linken, etwas längeren Siebeneicher Bächles, auf etwa 221 m ü. NHN

### Oberlauf Brühlbächle
Das Brühlbächle entsteht auf etwa 247 m ü. NHN im Waldstück Winterhälden, etwa zwei Kilometer vom Dorf Schwabbach von Bretzfeld entfernt, und läuft ostwärts und schon bald in der Flur auf das Dorf zu.

### Oberlauf Siebeneicher Bächle
Es entsteht rund westlich von Siebeneich in einer Waldspitze wenig westlich des Weinberghangs Himmelreich auf knapp 290 m ü. NHN, fließt zunächst ostwärts und durch das Dorf, dann in südlichem Lauf zur Vereinigung mit dem Brühlbächle.

### Verlauf des Schwabbachs
Der am oberen Ortsrand von Schwabbach entstandene Schwabbach fließt zunächst in etwa südöstlicher Richtung durch das Dorf. Gegen das untere Ortsende zu mündet in ihn von zuletzt Norden her der Schmalbach und danach in Rappach von der rechten Seite her der aus dem Westen kommende Dimbach, sein mit über 5 km längster Zufluss, der auch etwas über die Hälfte des Schwabbach-Einzugsgebietes beiträgt. Der Schwabbach fließt zuletzt östlich durch die breite Talebene seines Vorfluters, nimmt dort gleich den Mühlgraben auf, einen linken Abzweig der Brettach, und mündet dann im von der Flussaue geteilten Hauptort Bretzfeld von links und 4,9 km unterhalb der Brühlbächles-Quelle von links in die mittlere Brettach.
Der Schwabbach mündet nach seinem nur etwa 2,8 km langen Namenslauf etwa 14 Höhenmeter unter seinem Zusammenfluss, er hat damit ein mittleres Sohlgefälle von nur rund 5 ‰.

### Einzugsgebiet
Der Schwabbach entwässert ein 21,6 km großes Gebiet ungefähr ostwärts zu Brettach, an deren Westrand sich eine Zone Waldes entlangzieht, während der größere Teil im Zentrum aus mit teils großen Dörfern durchsetzter Landwirtschaftsflur besteht. Bis auf kleine Randschnipsel gehört das ganze Gebiet zur Gemeinde Bretzfeld. Naturräumlich zählt das Waldgebiet im Westen zum Unterraum Sulmer Bergebene der Löwensteiner Berge, einem nordwestlichen Unterraum der Schwäbisch-Fränkischen Waldberge, in dem auch die höchsten Erhebungen im Einzugsgebiet liegen – bis 318,2 m ü. NHN etwas westlich über dem Ursprung des Dimbachs – während das größere übrige Gebiet zum Unterraum Brettachbucht der Westlichen Hohenloher Ebene in der Hohenloher und Haller Ebene zählt.
Die großen Bachläufe beginnen am Abhang unterhalb kleiner Schilfsandstein-Hochflächen (Stuttgart-Formation) der bewaldeten Berge im Westen im Gipskeuper (Grabfeld-Formation), in dem der Schwabbach verbleibt und mündet. Den Hochflächen im Westen liegt zum Teil inselartig Lösssediment aus quartärer Ablagerung auf, das auch den gesamten Bereich der inneren Brettachbucht bedeckt, jedenfalls dort, wo nicht die Bäche in den breiteren Talauen von einem Auensedimentband begleitet sind.

### Zuflüsse und Seen
Hierarchische Liste der Zuflüsse und  Seen, jeweils von der Quelle zur Mündung. Gewässerlänge, Seefläche, Einzugsgebiet und Höhe nach den entsprechenden Layern auf der Onlinekarte der LUBW. Andere Quellen für die Angaben sind vermerkt.
Ursprung des Schwabbachs im Namenslauf auf etwa 221 m ü. NHN am Ortsbeginn von Schwabbach aus dem Zusammenfluss von rechtem Brühlbächle und linkem Siebeneicher Bächle.
- Brühlbächle, rechter Oberlauf von Westen, 2,1 km und 2,7 km². Entsteht auf etwa 247 m ü. NHN im Wald westlich von Schwabbach zwischen Sommer- und Winterhälden.
  - (Bach vom Fuß des Hahnenbergs), von links und Nordwesten auf etwa 229 m ü. NHN am Beginn der Sperbelwiesen westlich von Schwabbach, 0,7 km und ca. 0,8 km².[LUBW 7]
    -  Entfließt auf etwa 233 m ü. NHN einem Teich am Südfuß des Weinberghangs Hahnenberg am Ostrand der Sommerhälden, deutlich unter 0,1 ha.
- Siebeneicher Bächle, linker Oberlauf von Nordwesten, 2,7 km und 2,0 km². Entsteht auf knapp 290 m ü. NHN in einer Waldspitze wenig westlich des Weinberghangs Himmelreich westlich von Siebeneich.
  - (Kürzerer Oberlauf), von rechts und Westen auf etwa 250 m ü. NHN wenig westlich von Siebeneich, 0,5 km und über 0,1 km².[LUBW 7] Entsteht auf etwa 278 m ü. NHN wenig östlich vor dem Wald Platten.
- Schmalbach, von links und Norden auf etwa 220 m ü. NHN am unteren Ortsende von Schwabbach neben der Autobahnausfahrt, 2,7 km und 2,4 km². Entsteht auf etwa 247 m ü. NHN nordöstlich von Siebeneich am Fuß des Weinberghangs Beutinger Berg.
- Dimbach, von rechts und Westen auf 209,9 m ü. NHN[LUBW 2] in Rappach, 5,1 km und 11,8 km².[LUBW 4] Entsteht auf etwa 273 m ü. NHN im Waldgewann Greut westlich von Dimbach.
  - Auchtweidbächle, von links und Westen auf 220 m ü. NHN[LUBW 2] gleich nach Dimbach, 1,5 km und 1,0 km². Entsteht auf etwa 270 m ü. NHN nordwestlich von Dimbach am Waldrand einer Flurbucht im Waldgewann Birkenacker.
  - Karnierbächle, von links und Westnordwesten auf etwa 222 m ü. NHN wenig südlich des Motocross-Geländes am Bräuningersrain, ca. 1,9 km[LUBW 8] und 1,1 km². Entsteht auf etwa 265 m ü. NHN am Flurrand des Waldgewanns Neckarhälden unter dem Weinberghang Greut. Oberlauf unbeständig.
  - Waldbach, von rechts und Südwesten auf etwa 213 m ü. NHN kurz vor Rappach, 3,2 km und 6,2 km². Entsteht auf etwa 240 m ü. NHN südlich von Waldbach am Flurrand des Waldgewanns Sperbelhau.
    - (Bach aus dem Buchhau), von links und Südwesten auf etwa 227 m ü. NHN gegenüber dem Geigersbühl, bis zu ca. 1,0 km[LUBW 8] und ca. 0,9 km².[LUBW 7] Oberlauf sehr unbeständig.
      -  Entfließt auf etwa 250 m ü. NHN einem Teich im Sperbelhau nahe dem Flurrand, unter 0,1 ha.
      -  Passiert auf etwa 228 m ü. NHN einen Teich rechts am Lauf kurz vor der Mündung, 0,1 ha.

    - (Bach vom Tiergarten), von links und Westsüdwesten auf etwa 224 m ü. NHN kurz vor Waldbach, 1,1 km und ca. 1,2 km².[LUBW 7]
      -  Entfließt auf etwa 241 m ü. NHN einem Waldteich im Tiergarten nahe dem Flurrand, deutlich unter 0,1 ha.[LUBW 9]
- (Mühlgraben der Rappacher Mühle), von links und Süden auf etwa 208 m ü. NHN unterhalb von Rappach gegenüber den Bretzfelder Auensportplätzen, 1,3 km und ca. 0,5 km².[LUBW 7] Geht wenig nach Scheppach nach links von der Brettach ab.

Mündung des Schwabbachs von links und zuletzt Westen auf 207,4 m ü. NHN am Auensportplatz von Bretzfeld. Der Bach ist ab dem Zusammenfluss seiner zwei Oberläufe  2,8 km, ab dem Ursprung seines rechten Hauptoberlaufs Brühlbächle 4,9 km und auf dem längsten Strang mit dem Dimbach als Oberlauf 5,6 km lang und er hat ein 21,6 km² großes Einzugsgebiet.

### LUBW
Amtliche Online-Gewässerkarte mit passendem Ausschnitt und den hier benutzten Layern: Lauf und Einzugsgebiet des Schwabbachs

Allgemeiner Einstieg ohne Voreinstellungen und Layer: Daten- und Kartendienst der Landesanstalt für Umwelt Baden-Württemberg (LUBW) (Hinweise)
1. 1 2 3 4  Höhe nach dem Höhenlinienbild auf dem Hintergrundlayer Topographische Karte.
2. 1 2 3 4 5  Höhe nach grauer Beschriftung auf dem Hintergrundlayer Topographische Karte.
3. 1 2 3  Länge nach dem Layer Gewässernetz (AWGN).
4. 1 2 3  Einzugsgebiet aufsummiert aus den Teileinzugsgebieten nach dem Layer Basiseinzugsgebiet (AWGN).
5. ↑  Seefläche nach dem Layer Stehende Gewässer.
6. ↑  Einzugsgebiet nach dem Layer Basiseinzugsgebiet (AWGN).
7. 1 2 3 4 5  Einzugsgebiet abgemessen auf dem Hintergrundlayer Topographische Karte.
8. 1 2  Länge nach dem Layer Gewässernetz (AWGN), ergänzt um ein auf der Gewässerkarte nicht berücksichtigtes Anfangsstück, das auf dem Hintergrundlayer Topographische Karte abgemessen wurde.
9. ↑  Seefläche nach dem Layer Geschützte Biotope.

### Andere Belege
1. ↑  Albrecht Greule: Deutsches Gewässernamenbuch. Walter de Gruyter, Berlin / Boston 2014, ISBN 978-3-11-057891-1, S. 484, „³Schwabbach“ (Auszug in der Google-Buchsuche).
2. ↑  Wolf-Dieter Sick: Geographische Landesaufnahme: Die naturräumlichen Einheiten auf Blatt 162 Rothenburg o. d. Tauber. Bundesanstalt für Landeskunde, Bad Godesberg 1962. → Online-Karte (PDF; 4,7 MB)
3. ↑  Geologie nach: Mapserver des Landesamtes für Geologie, Rohstoffe und Bergbau (LGRB) (Hinweise)
4. ↑  Ferdinand Ludwig Immanuel Dillenius: Beschreibung des Oberamts Weinsberg. 1. Auflage. Karl Aue, Stuttgart 1861, A2, S. 18 (Wikisource-Link [abgerufen am 26. April 2016]).